# Generalitat de Catalunya
La Generalitat de Catalunya (Generalità di Catalogna) è il nome con cui viene indicato il sistema amministrativo-istituzionale per il governo catalano.
Gli organi che la compongono sono: il Parlamento della Catalogna, il Consiglio esecutivo della Catalogna (detto anche Governo), il presidente della Generalità e altri organi minori che sono contemplati dallo statuto d'autonomia della Catalogna e da altre leggi.

## Istituzioni

### Il Parlamento
Il Parlamento della Catalogna (in catalano Parlament de Catalunya) rappresenta l'organo legislativo e di controllo della Generalità. Esso è rappresentativo del popolo catalano. La funzione legislativa può essere esercitata direttamente da esso, oppure tramite l'approvazione delle proposte presentate dalla Generalità. La funzione di controllo è fondamentalmente di contrappeso politico al potere del Governo della Generalità. In più il Parlamento ha anche un ruolo di stimolo dell'azione politica del Governo stesso.
Altre competenze di minor rilievo sono affidate al Parlamento dalla legislazione e dallo statuto d'autonomia della Catalogna.
Ha sede nella città di Barcellona, nella Plaça de Sant Jaume.

### Il presidente della Generalità
Il presidente della Generalità (in catalano President de la Generalitat) è la massima espressione della rappresentazione di questa. Il suo compito è quello di dare impulso e coordinamento all'attività del Governo o Consiglio esecutivo.
Al presidente spetta il titolo di Molto Onorevole Signore (in catalano Molt Honorable Senyor).

### Il capo dell'opposizione in Catalogna
La figura del capo dell'opposizione è rappresentata dal membro del Parlamento della Catalogna che sia presidente del gruppo parlamentare dell'opposizione con più seggi nel Parlamento. Le sue funzioni sono quelle di essere consultato, per iniziativa del presidente della Generalità, sui temi più rilevanti per la Catalogna. Il capo dell'opposizione ostenta anche il ruolo di proporre miglioramenti all'azione di governo.

### Il Consiglio esecutivo
Il Consiglio esecutivo della Catalogna (in catalano Consell executiu de Catalunya o Govern de Catalunya) è l'organo titolare dell'azione politica e dell'amministrazione della Generalità, essendo in possesso della funzione esecutiva.

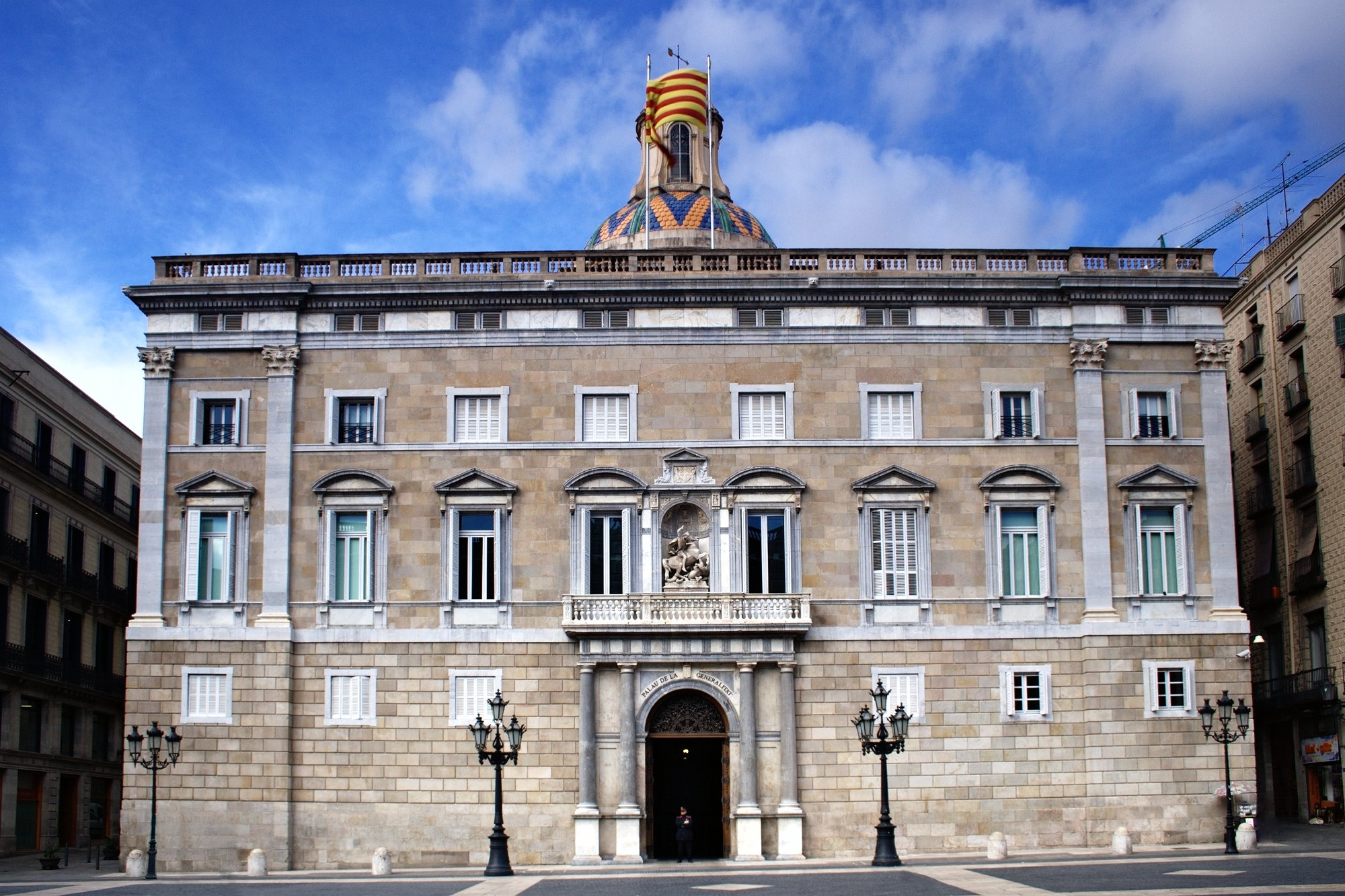
Palazzo della Generalità della Catalogna
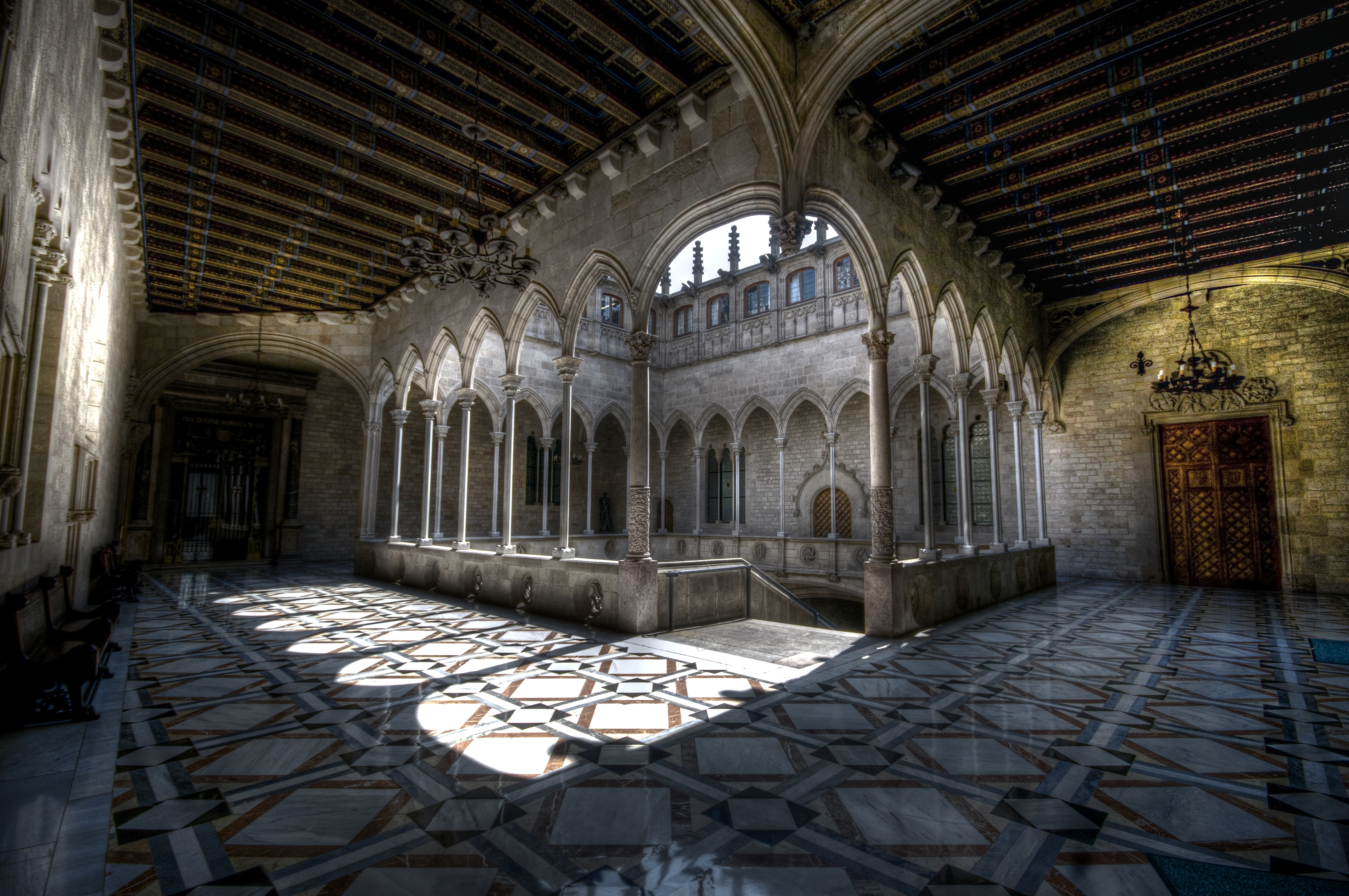
Interno
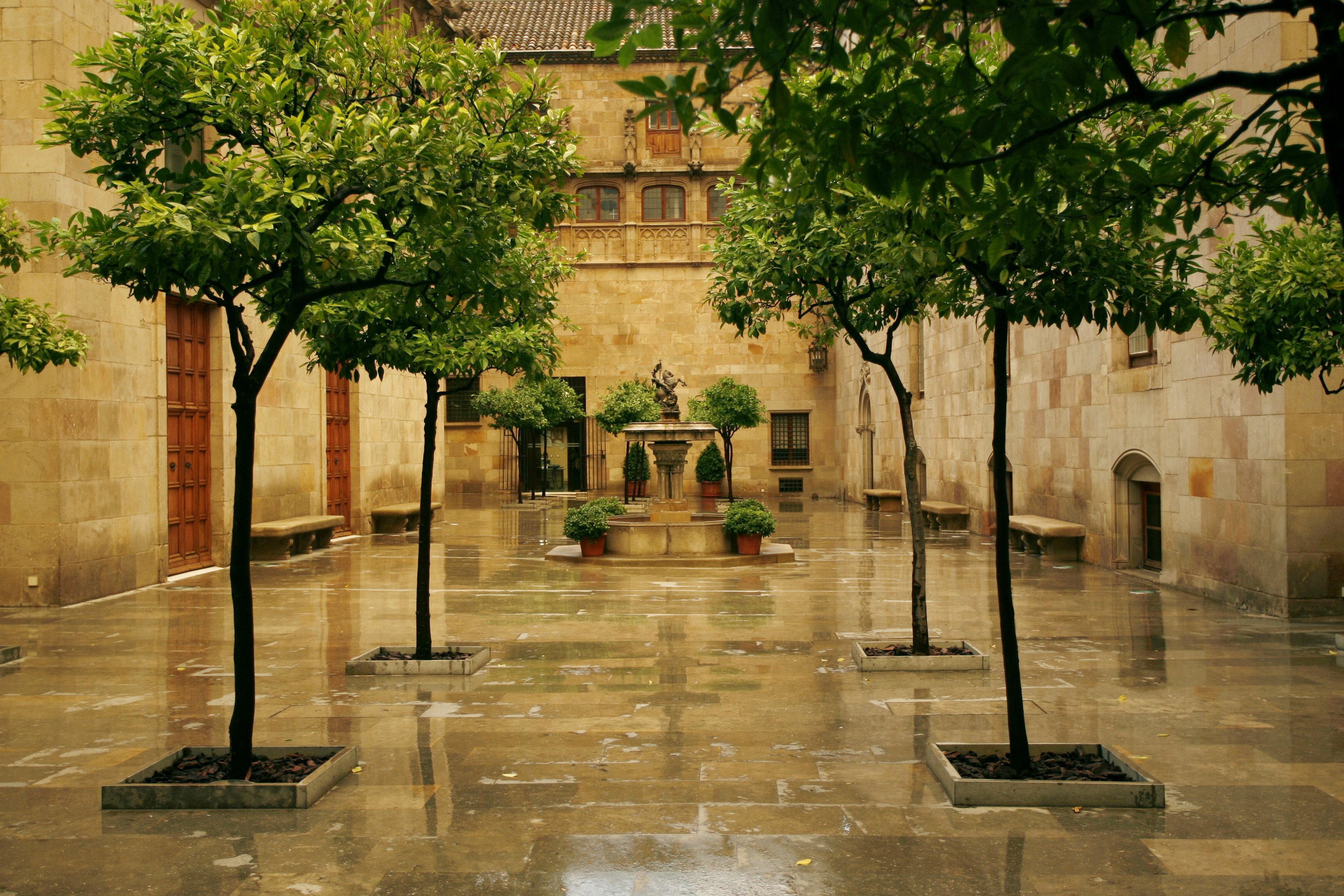
Pati dels Tarongers

### Il Consiglio delle garanzie statutarie
Il Consiglio delle garanzie statuarie (in catalano Consell de Garanties Estatutàries), definizione che ha sostituito la vecchia denominazione di Consell Consultiu, è un organismo di natura consultiva che prende in esame, nei casi stabiliti dalla legge, l'aderenza allo Statuto d'autonomia dei progetti e delle proposte di legge che sono sottoposte al dibattito e all'approvazione da parte del Parlamento.

## Agenzie
- Unió de Federacions Esportives de Catalunya